# Скендеровци (Липик)
Скендеровци су насељено место у саставу града Липика, у западној Славонији, Република Хрватска.

## Историја
До нове територијалне организације у Хрватској, налазило се у саставу бивше велике општине Пакрац. Скендеровци су се од распада Југославије до маја 1995. године налазили у Републици Српској Крајини.

### Усташки злочини у Другом светском рату
У Пакрачком срезу, у општини Чаглић, исељено је цело село Скендеровац.

## Становништво
На попису становништва 2011. године, Скендеровци су имали само 4 становника.
| Националност       | 1991.       |
| Срби               | 44 (86,27%) |
| Хрвати             | 4 (7,84%)   |
| Југословени        | 0           |
| остали и непознато | 3 (5,88%)   |
| Укупно             | 51          |